# Inam Dattathreya Peeta, Chikmagalur
Inam Dattathreya Peeta là một làng thuộc tehsil Chikmagalur, huyện Chikmagalur, bang Karnataka, Ấn Độ.